# 雷賀
雷賀（1507年—？），字時雍，號少郭，江西南昌府豐城縣人，軍籍，明朝政治人物。

## 生平
嘉靖十九年（1540年）庚子科江西鄉試第十三名舉人。嘉靖二十年（1541年）中式辛丑科會試第十二名，登第三甲第六十七名進士。授推官，二十四年十二月选授南京吏科给事中，历官湖广左参政、河南按察使、河南左布政使，嘉靖四十年（1561年）九月升都察院右副都御史、巡撫四川。

## 家族
曾祖雷轟岳；祖父雷春省；父雷述，府通判。前母余氏；母劉氏。永感下。兄雷賛、雷賢（驿丞）、雷贡（省祭官）、雷贄。